# Antagnac
Antagnac est une commune du Sud-Ouest de la France, située dans le département de Lot-et-Garonne, en région Nouvelle-Aquitaine.

## Géographie

### Localisation
Située dans les Landes de Gascogne entre Grignols et Casteljaloux, la commune est limitrophe du département de la Gironde et traversée par l'ancienne route nationale 655 devenue route départementale D655.

### Communes limitrophes
Antagnac est limitrophe de trois autres communes dont l'une en Gironde.
Les communes limitrophes sont Ruffiac, Cours-les-Bains et Saint-Martin-Curton.
|                     | Cours-les-Bains (Gironde) |         |
|                     | Antagnac                  | Ruffiac |
| Saint-Martin-Curton |                           |         |

### Hydrographie
La commune est traversée par le Ruisseau de Bretagne affluent de l'Avance, le Ruisseau de Barthos affluent du Ciron et le Lisos affluent de la Garonne.

### Climat
Pour des articles plus généraux, voir Climat de la Nouvelle-Aquitaine et Climat de Lot-et-Garonne.
Historiquement, la commune est exposée à un climat océanique aquitain.  
En 2020, Météo-France publie une typologie des climats de la France métropolitaine dans laquelle la commune est exposée à un climat océanique et est dans la région climatique Aquitaine, Gascogne, caractérisée par une pluviométrie abondante au printemps, modérée en automne, un faible ensoleillement au printemps, un été chaud (19,5 °C), des vents faibles, des brouillards fréquents en automne et en hiver et des orages fréquents en été (15 à 20 jours).
Pour la période 1971-2000, la température annuelle moyenne est de 13 °C, avec une amplitude thermique annuelle de 15,1 °C. Le cumul annuel moyen de précipitations est de 826 mm, avec 11,1 jours de précipitations en janvier et 6,6 jours en juillet. Pour la période 1991-2020, la température moyenne annuelle observée sur la station météorologique la plus proche, située sur la commune de Saint-Martin-Curton à 2,28 km à vol d'oiseau, est de 13,7 °C et le cumul annuel moyen de précipitations est de 867,2 mm,. Pour l'avenir, les paramètres climatiques de la commune estimés pour 2050 selon différents scénarios d’émission de gaz à effet de serre sont consultables sur un site dédié publié par Météo-France en novembre 2022.

## Urbanisme

### Typologie
Au 1er janvier 2024, Antagnac est catégorisée commune rurale à habitat très dispersé, selon la nouvelle grille communale de densité à sept niveaux définie par l'Insee en 2022.
Elle est située hors unité urbaine. Par ailleurs la commune fait partie de l'aire d'attraction de Casteljaloux, dont elle est une commune de la couronne,. Cette aire, qui regroupe 14 communes, est catégorisée dans les aires de moins de 50 000 habitants,.

### Occupation des sols

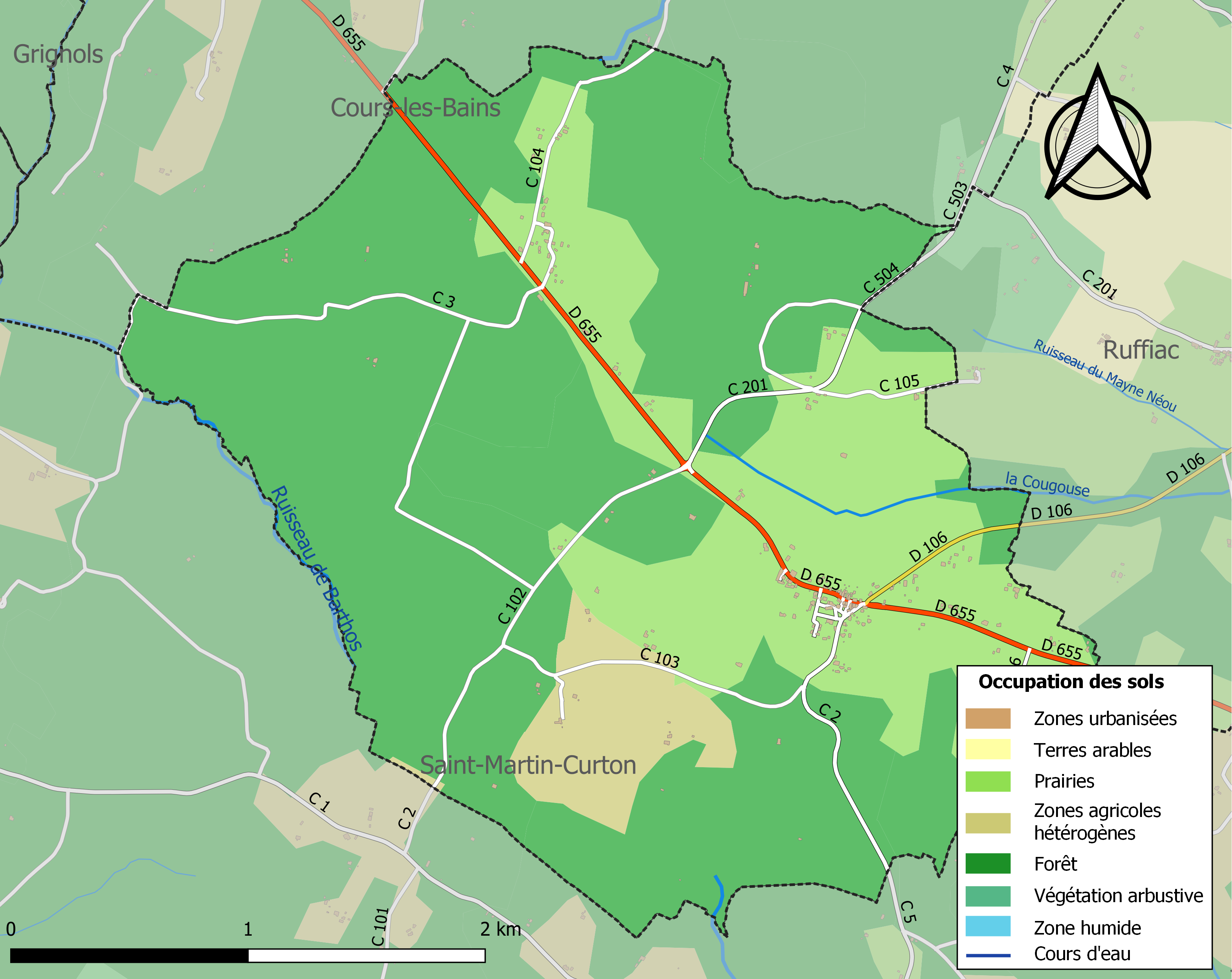
Carte des infrastructures et de l'occupation des sols de la commune en 2018 (CLC).

L'occupation des sols de la commune, telle qu'elle ressort de la base de données européenne d’occupation biophysique des sols Corine Land Cover (CLC), est marquée par l'importance des forêts et milieux semi-naturels (67 % en 2018), une proportion sensiblement équivalente à celle de 1990 (66,9 %). La répartition détaillée en 2018 est la suivante : 
forêts (66,9 %), prairies (27,9 %), zones agricoles hétérogènes (5,1 %), milieux à végétation arbustive et/ou herbacée (0,1 %). L'évolution de l’occupation des sols de la commune et de ses infrastructures peut être observée sur les différentes représentations cartographiques du territoire : la carte de Cassini (XVIIIe siècle), la carte d'état-major (1820-1866) et les cartes ou photos aériennes de l'IGN pour la période actuelle (1950 à aujourd'hui).

### Risques majeurs
Le territoire de la commune d'Antagnac est vulnérable à différents aléas naturels : météorologiques (tempête, orage, neige, grand froid, canicule ou sécheresse), feux de forêts, mouvements de terrains et séisme (sismicité très faible). Il est également exposé à un risque technologique, le transport de matières dangereuses. Un site publié par le BRGM permet d'évaluer simplement et rapidement les risques d'un bien localisé soit par son adresse soit par le numéro de sa parcelle.

#### Risques naturels
Antagnac est exposée au risque de feu de forêt. Depuis le 20 avril 2016, les départements de la Gironde, des Landes et de Lot-et-Garonne disposent d’un règlement interdépartemental de protection de la forêt contre les incendies. Ce règlement vise à mieux prévenir les incendies de forêt, à faciliter les interventions des services et à limiter les conséquences, que ce soit par le débroussaillement, la limitation de l’apport du feu ou la réglementation des activités en forêt. Il définit en particulier cinq niveaux de vigilance croissants auxquels sont associés différentes mesures,.
Les mouvements de terrains susceptibles de se produire sur la commune sont des tassements différentiels.

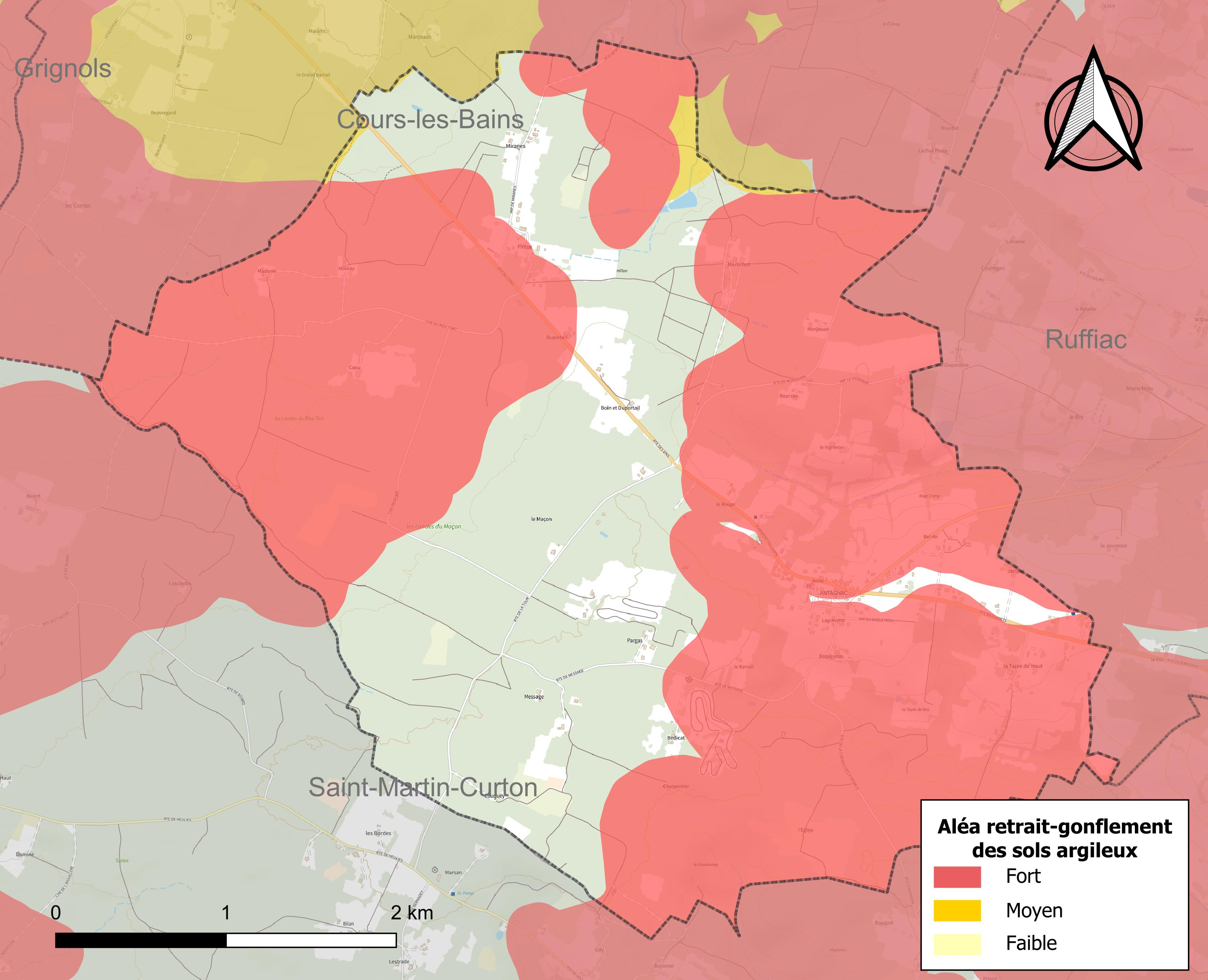
Carte des zones d'aléa retrait-gonflement des sols argileux d'Antagnac.

Le retrait-gonflement des sols argileux est susceptible d'engendrer des dommages importants aux bâtiments en cas d’alternance de périodes de sécheresse et de pluie. 66,8 % de la superficie communale est en aléa moyen ou fort (91,8 % au niveau départemental et 48,5 % au niveau national). Depuis le 1er octobre 2020, en application de la loi ELAN, différentes contraintes s'imposent aux vendeurs, maîtres d'ouvrages ou constructeurs de biens situés dans une zone classée en aléa moyen ou fort,.
La commune a été reconnue en état de catastrophe naturelle au titre des dommages causés par les inondations et coulées de boue survenues en 1982, 1983, 1999 et 2009, par la sécheresse en 2011 et par des mouvements de terrain en 1999.

## Toponymie
Dans un ouvrage intitulé Archives historiques de la Gironde, le village est cité, en 1316, sous le nom de Saint Jean d’Antinhac, qui pourrait trouver son origine dans l'association d'une part, du nom du saint patron de l'église et, d'autre part, d'un patronyme gallo-romain, Antanius, ou  des mots juxtaposés du parler local, an qui signifie « un », et tann qui veut dire « chêne ».
Les toponymes en -ac signalent la présence probable d'une villa gallo-romaine.
Le nom de la commune est Antanhac en occitan.

## Histoire
La population de Volgelsheim (Haut-Rhin) fut déplacée dans la commune et dans celle voisine de Ruffiac de septembre 1939 à juin 1940, une largeur de 10 km de la zone rhénane ayant été évacuée pour laisser place aux armées françaises. Une rue de Volgelsheim porte le nom de rue d'Antagnac.
En 1972, la commune absorbe celle voisine de Ruffiac et en 2001, les deux communes sont à nouveau séparées.

## Administration et politique

### Situation cantonale
La commune appartient au Canton des Forêts de Gascogne depuis mars 2015.

### Mandats municipaux
| Période                                  | Période  | Identité         | Étiquette | Qualité                       |
| ---------------------------------------- | -------- | ---------------- | --------- | ----------------------------- |
| juin 1995                                | 2001     | Félix Saint-Marc |           |                               |
| mars 2001                                | 2020     | Francis Bordes   | DVD       | Retraité Exploitant forestier |
| juillet 2020                             | En cours | Jérémie Bezos    | DVD       | Fonctionnaire territorial     |
| Les données manquantes sont à compléter. |          |                  |           |                               |

## Population et société
Les habitants sont appelés les Antagnacais.

### Démographie
L'évolution du nombre d'habitants est connue à travers les recensements de la population effectués dans la commune depuis 1793. Pour les communes de moins de 10 000 habitants, une enquête de recensement portant sur toute la population est réalisée tous les cinq ans, les populations de référence des années intermédiaires étant quant à elles estimées par interpolation ou extrapolation. Pour la commune, le premier recensement exhaustif entrant dans le cadre du nouveau dispositif a été réalisé en 2008.

En 2022, la commune comptait 222 habitants, en évolution de −6,72 % par rapport à 2016 (Lot-et-Garonne : −0,18 %, France hors Mayotte : +2,11 %).
| 1793 | 1800 | 1806 | 1821 | 1831 | 1836 | 1841 | 1846 | 1851 |
| ---- | ---- | ---- | ---- | ---- | ---- | ---- | ---- | ---- |
| 343  | 314  | 334  | 337  | 416  | 390  | 402  | 413  | 410  |

| 1856 | 1861 | 1866 | 1872 | 1876 | 1881 | 1886 | 1891 | 1896 |
| ---- | ---- | ---- | ---- | ---- | ---- | ---- | ---- | ---- |
| 405  | 404  | 418  | 391  | 377  | 380  | 379  | 390  | 367  |

| 1901 | 1906 | 1911 | 1921 | 1926 | 1931 | 1936 | 1946 | 1954 |
| ---- | ---- | ---- | ---- | ---- | ---- | ---- | ---- | ---- |
| 359  | 346  | 351  | 291  | 284  | 266  | 255  | 288  | 290  |

| 1962 | 1968 | 1975 | 1982 | 1990 | 1999 | 2006 | 2008 | 2013 |
| ---- | ---- | ---- | ---- | ---- | ---- | ---- | ---- | ---- |
| 283  | 219  | 370  | 378  | 343  | 333  | 207  | 214  | 236  |

| 2018 | 2022 | - | - | - | - | - | - | - |
| ---- | ---- | - | - | - | - | - | - | - |
| 224  | 222  | - | - | - | - | - | - | - |

### Sports
- Motocross : le village possède un circuit de motocross où évolue le Moto Club Antagnac (MCA).
- CECA : Club d'Education Canin Antagnacais, qui regroupe une quarantaine de membres.

## Économie
- Exploitation forestière, polyculture, élevage.
- Scierie, petits commerces et artisanat.

## Lieux et monuments
- L'église Saint-Jean-Baptiste, d'architecture gothique, date du XVe siècle et se distingue par un clocher-mur à baies, flanqué de deux tourelles carrées unies par une galerie, et une nef ogivale unique.
- L’église s’élève sur l’emplacement d’un manoir féodal qui appartenait vraisemblablement au duc de Bouillon[27].

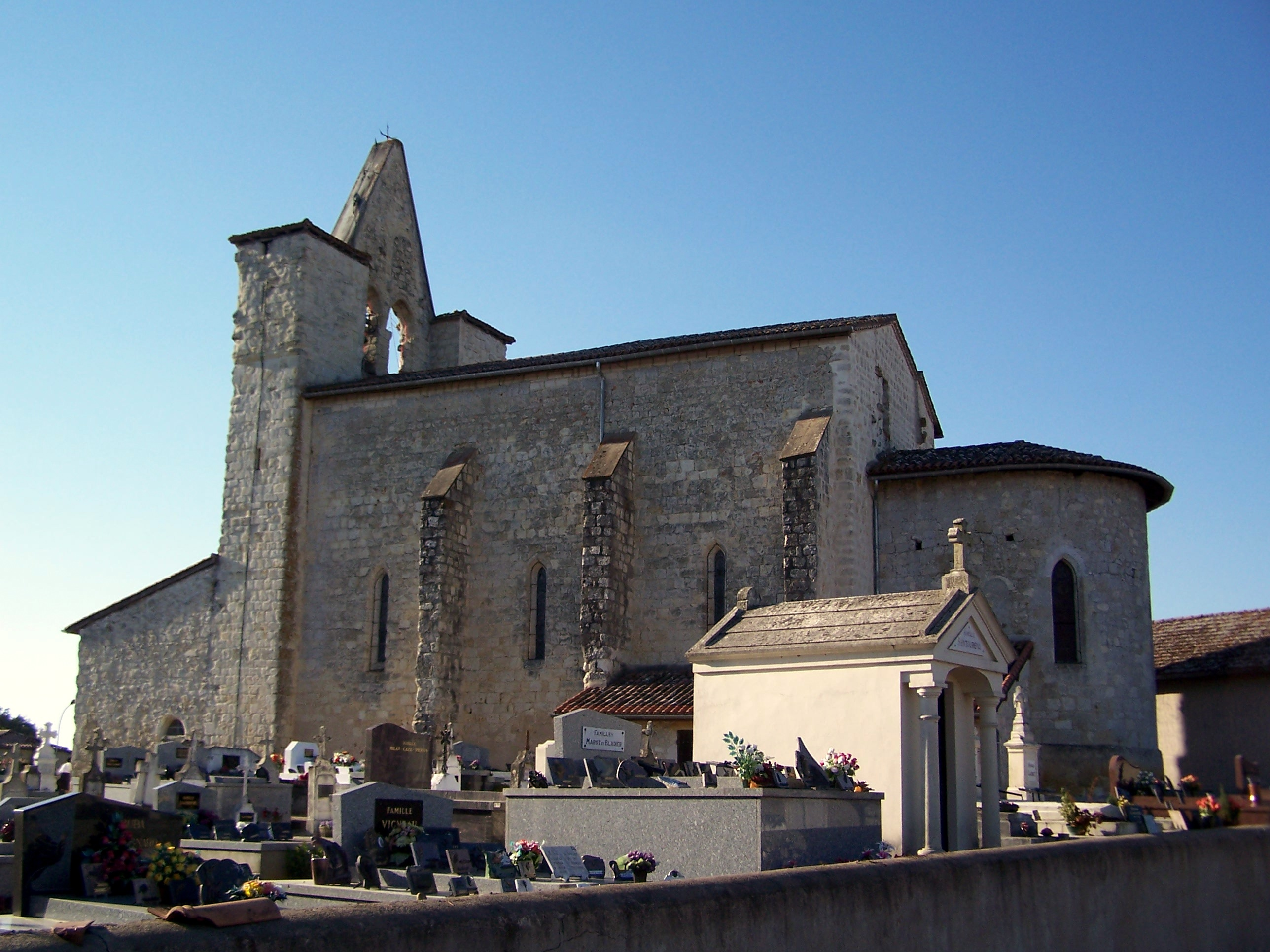
L'église Saint-Jean-Baptiste (septembre 2012).
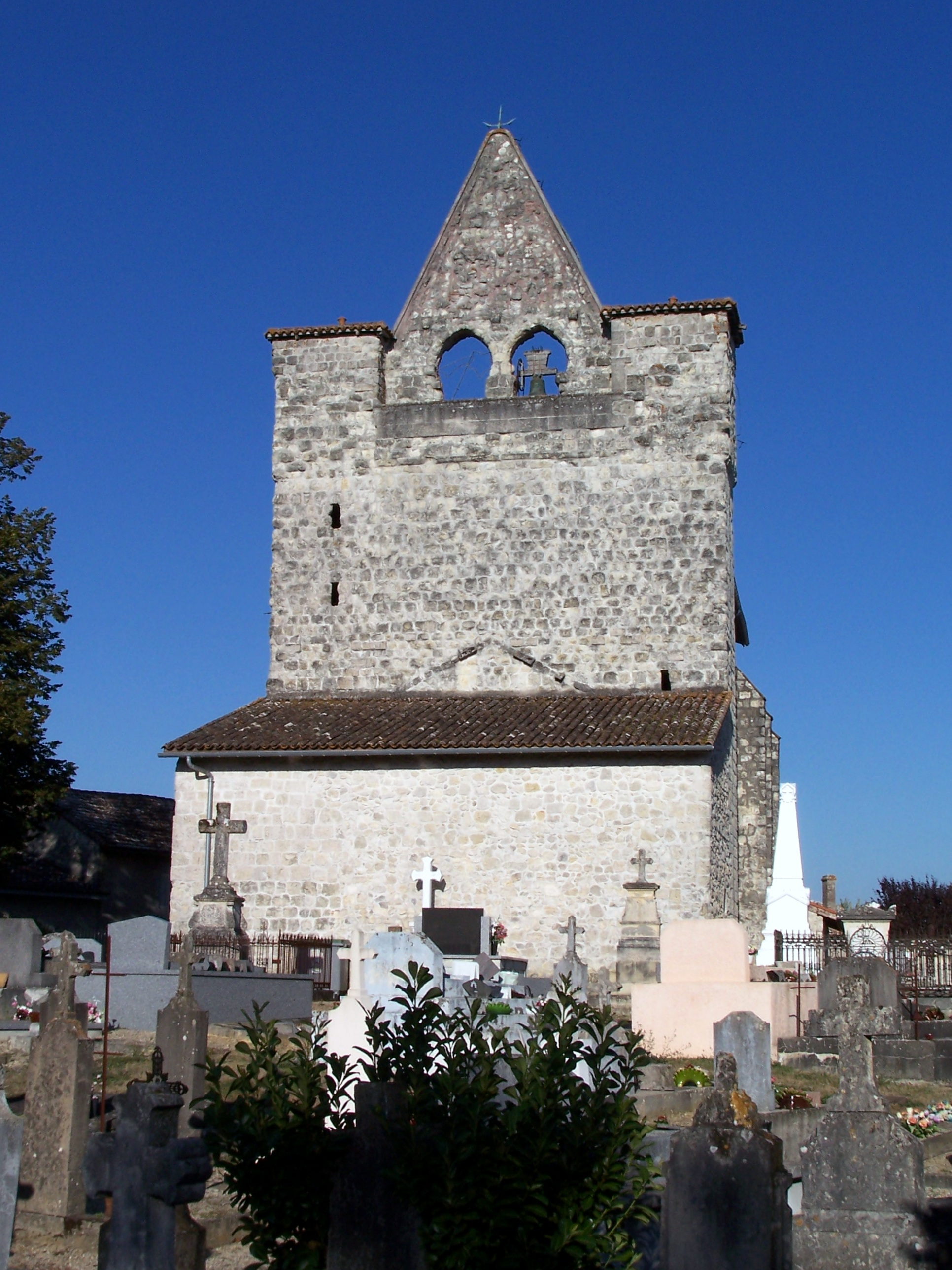
Le clocher-mur (septembre 2012).
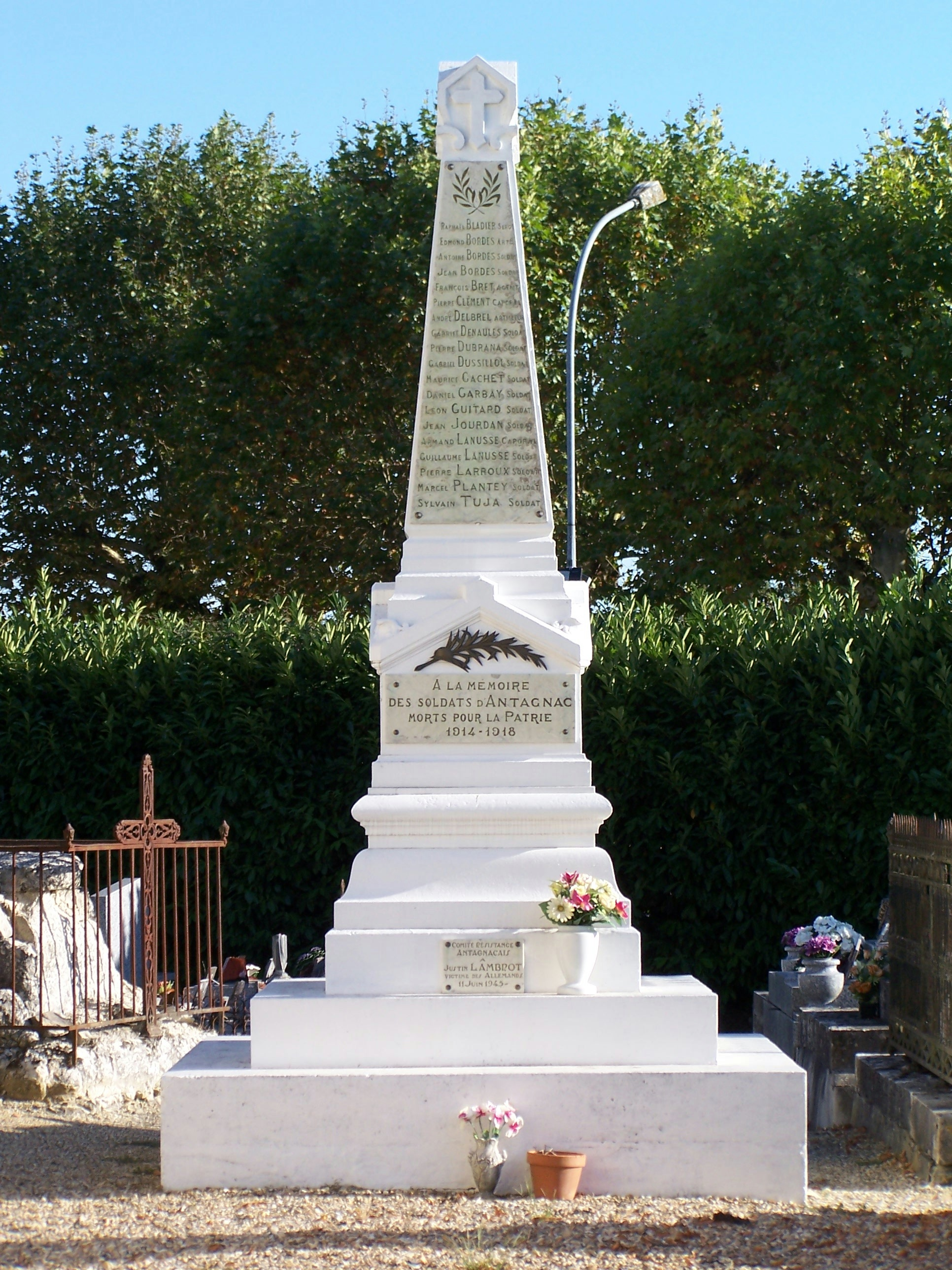
Le monument aux morts dans le cimetière de l'église (septembre 2012).